# طريق (فلم)
طريق (بالإنجليزية: Boulevard) فيلم درامي أمريكي للمخرج ديتو مونتيل عام 2014، عن قصة وسيناريو وحوار دوغلاس سوسبي. الفيلم من بطولة روبن ويليامز، كاثي بيكر، روبرتو اجواير، جايلز ماثي، وبوب أودينكيرك  وتدور الأحداث حول نولان ماك الذي يعمل في بنك ويعيش حياة مملة، وتزوج جوي كإلهاء عن مواجهة الواقع، ثم يقابل الشاب ليو في طريق عودته للمنزل، وينتقل من الاعتراف بهموم حياته إلى التساؤل عن ماهيته، وهدفه في الحياة.
عرض الفيلم لأول مرة في مهرجان تريبيكا السينمائي في 20 أبريل 2014. ثم أصدرته شركة ستارز ديجيتال في إصداراُ محدوداُ في 10 يوليو 2015.
منح موقع قاعدة بيانات الأفلام على الإنترنت (IMDB) الفيلم درجة 5.8/ 10.

## طاقم التمثيل
روبن ويليامز: في دور نولان ماك
كاثي بايكر: في دور جوي ماك
روبرتو أجواير: في دور ليو
جايلز ماثي: في دور إيدي
إليونور هندريكس: في دور باتي
بوب أودينكيرك: في دور وينستون
هنري هاغارد: في دور بومونت
غاري جاردنر: في دور ليونيل ماك (والد نولان)
كريستال جراي: في دور الممرضة
جوشوا ديكر: في دور طبيب الطوارئ
سوندرا مورتون: في دور جلوريا بومونت
جيري تشيبمان: في دور بلايدن
ستيفنز رندازو: في دور والت (الحارس)
جيه كارين توماس: في دور كات
بيكي فلاي: في دور ممرضة الليل
براندون هيرش: في دور براد
لاندون مارشال: في دور مارك
ديفيد ديتمور: في دور رجل متوسط العمر
بيلي لويس: في دور كاتب
ريجس فلونلي: في دور ضابط شرطة 1
جاري ويليس: في دور ضابط شرطة 2 

## أحداث الفيلم
يعمل نولان ماك (روبن ويليامز) في نفس البنك لما يقرب من 26 عامًا في حياة رتيبة، ويعيش مع زوجته جوي (كاثي بايكر) باعتبار الزواج وسيلة مريحة للإلهاء عن مواجهة الواقع. في طريق عودته إلى المنزل، من زيارة والده المريض ليونيل (غاري جاردنر) في المستشفى، تصدم سيارته ليو (روبرتو أجواير) وهو شاب محتال يستأجره الرجال المثليين، ويعرض عليه نولان اصطحابه إلى بيته معتذرا عن صدمه بالسيارة. يبدأ نولان في البحث عن ليو وقضاء بعض الوقت معه، ويجد نفسه ينفصل عن قيود حياته القديمة ويتصالح مع من هو حقًا. يبدأ في التصرف خارج شخصيته المعروفة للجميع، والنوم المفرط، وتفويت الاجتماعات الهامة.
يحاول نولان مساعدة ليو على ترك حياة الدعارة وإيجاد وظيفة له، ويفشل ليو في الاستمرار في المواظبة على العمل. كما يشجعه على العودة إلى المدرسة ويعرض عليه مساعدته مالياً. يذهب ليو إلى مكان عمل نولان طالبًا المساعدة بينما ينتظره في الخارج إيدي (جايلز ماثي) قواد ليو ويطالب بمبلغ 3200 دولار. يراقب عملاء البنك نولان وليو والقواد في ساحة انتظار السيارات ويقوم أحدهم بالاتصال برجال الشرطة الذين يضعوا إيدي في الأصفاد. يصطحب نولان ليو إلى بيته حيث أن زوجته خارج المدينة للعمل. يستيقظ نولان ليجد ليو قد غادر وتصل جوي من رحلة عملها مبكرًا، وتبدأ في ملاحظة تغير أحوال زوجها. يستعد نولان وزوجته لتناول العشاء مع مدير البنك الإقليمي ومدير الفرع المحلي بخصوص ترقية محتملة لنولان، وقبل مغادرته لتناول العشاء، يتلقى نولان مكالمة هاتفية ويغادر وهو يطلب من جوي أن تذهب إلى العشاء بمفردها وأنه سيلتقي بها هناك. يصل نولان إلى غرفة ليو في المستشفى حيث يتعافى من جرعة زائدة ويكتشف أنه ليس موجودًا. ويبدأ نولان البحث في جميع أنحاء المدينة عن ليو. يذهب إلى شقته والمكان الذي التقيا فيه، لكنه لا يجده ويقرر العودة إلى المنزل ليجد جوي غاضبة تنتظره. تعاتب جوي زوجها وتشير إلى أنها تعلم أنه على علاقة برجل. يخبرها نولان أنه يريد أن يهجرها ويهجر الحياة الزوجية، وتحاول جوي التمسك به والحفاظ على حياتها كما هي، بينما يقول نولان إنه مستعد للعيش في العالم الحقيقي والتوقف عن التظاهر بأنه شخص آخر.
يحزم نولان أمتعته ويترك وظيفته، ويخبر أقرب اصدقائه أنه سينتقل إلى مدينة نيويورك. ويأتي المشهد الأخير في أحد المقاهي ونولان يلتقي برجل، كما يبدو أن جوي تمضي قدمًا أيضًا، حيث تقوم برحلة بحرية كما أرادت دائمًا.

## إنتاج الفيلم وإصداره
تحدث كاتب سيناريو فيلم "طريق" دوجلاس سوسبي، وهو الذي خاض تجربة الإفصاح عن الميول المثلية من قبل، مع مجلة "كريتف سكرين رايتنج" وقال: "لقد أفصحت عن هويتي متأخرًا جدًا وبقدر كبير من الذنب. وهذا الفيلم ليس عني، لكنني أتفهم حقًا تلك الشخصية." كتب سويسبي مسودة السيناريو الذي تجري أحداثه في لوس أنجلوس قبل 10 سنوات، وبسبب موضوعها لم يكن من المتوقع إنتاجها على الإطلاق. وعندما أبدى المنتجون اهتمامًا بالمشروع، أعاد سويسبي كتابة السيناريو لوضع القصة في بلدة صغيرة تكون أكثر تقييدًا من لوس أنجلوس.
بعد العرض الأول في مهرجان تريبيكا السينمائي في عام 2014، قامت شركة ستارز ديجيتال بتوزيعه، وتم طرحه في دور العرض في 10 يوليو 2015. عُرض الفيلم في مهرجان فراملاين السينمائي، وفي مهرجان ميامي مجتمع الميم (مصطلح)، و مهرجان مونتكلير السينمائي و مهرجان سياتل السينمائي الدولي.

## استقبال الفيلم
منح موقع "الطماطم الفاسدة" الفيلم تقييماً مقداره 52% بناءاً على آراء 73 ناقداً سينمائياً، وكتب إجماع نقاد الموقع: "الفيلم عبارة عن أداء متعدد الطبقات لروبن ويليامز، ولكن قد يكون هذا هو السمة المميزة الوحيدة لهذه الدراما القاسية."
منح موقع "ميتاكريتيك" الفيلم تقييماً مقداره 52% بناءاً على آراء 22 ناقداً سينمائياً.
منح موقع IGN للفيلم درجة 7.0 من 10، قائلاً: "إنه لا يعرض على ويليامز القيام بأي أجزاء رائعة من الكوميديا ، كما أنه ليس دورًا مقدرًا أن يكون مبدعًا، ولكنه مناسب."
كتب الناقد جوناثان رومني في صحيفة "الاوبزيرفر" البريطانية في 10 أبريل 2016: "إنها قضية رهيبة وصعبة، حيث يشيح ويليامز بوجهه ويدلى من كتفيه بخجل .. قد يكون محرجًا تمامًا."
كتب الناقد السينمائي ديفيد هيوز من مجلة إمباير في 7 أبريل 2016: "يضفي الراحل العظيم روبن ويليامز فارقًا بسيطًا على صراع نولان الداخلي في قصة طفيفة ولكنها حساسة عن رجل يواجه خيارًا يغير حياته"، ومنح الفيلم 3 نجوم من أصل خمسة.

## الجوائز والترشيحات
مهرجان هامبورغ السينمائي 2015: رشح لجائزة السينما الفنية (ديتو مونتيل)
مهرجان ميزيباترا كوير السينمائي 2015: رشح لجائزة لجنة التحكيم الكبرى للأفلام الطويلة (ديتو مونتيل) 

## وصلات خارجية
- مقالات تستعمل روابط فنية بلا صلة مع ويكي بيانات